# Jiangjing
Jiangjing (kinesiska: 江镜) är en köping i sydöstra Kina. Den ligger i Fuqing i staden Fuzhou i provinsen Fujian, omkring 59 kilometer söder om provinshuvudstaden Fuzhou. Antalet invånare är 75 919. Befolkningen består av 37 557 kvinnor och 38 362 män. Barn under 15 år utgör 18,0 %, vuxna 15-64 år 72 %, och äldre över 65 år 8,0 %.